# Où est la main de l’homme sans tête
Où est la main de l’homme sans tête (deutsch: „Wo ist die Hand des Mannes ohne Kopf“) ist ein belgischer Psychothriller von Guillaume und Stéphane Malandrin aus dem Jahr 2007.

## Handlung
Die erfolgreiche belgische Wasserspringerin Eva Sanders nimmt in Amsterdam an einem internationalen Wettkampf teil. Als sie zu einem weiteren Sprung vom 10-Meter-Turm ansetzt, sieht sie plötzlich einen handförmigen Umriss im Wasser unter sich. Sie springt und schlägt dabei mit dem Kopf an der Turmkante auf. 15 Tage liegt sie anschließend im Koma. Dr. Seghers, der auf einer CT-Aufnahme ihres Gehirns einen Fleck in Form einer Hand entdeckt, empfiehlt ihr, sich einige Wochen lang zu schonen. Evas Vater und Trainer Peter, der überzeugt ist, dass seine Tochter schon bald an die Weltspitze zurückkehren wird, drängt sie wiederum, so schnell wie möglich wieder mit dem Training anzufangen.
Vorübergehend zieht Eva wieder in das Haus ihres Vaters, wo Peter mit seiner neuen Frau Anna und dem gemeinsamen Sohn Paul lebt. Als Peter zusammen mit Paul ein paar Sachen aus Evas Wohnung holen will, finden sie im Schlafzimmer Evas Katze tot auf dem Bett vor. Anschließend fahren sie zum abgelegenen Haus von Evas älterem Bruder Mathias. Im Garten vergraben sie die in eine Plastiktüte gewickelte Katze. Von Mathias, der eigentlich Evas Katze während ihres Aufenthalts in Amsterdam füttern sollte, fehlt jede Spur. Eva, die immer wieder versucht, Mathias telefonisch zu erreichen, glaubt, ihr Bruder sei verärgert, weil ihr ehrgeiziger Vater, der alle seine Kinder zu Champions im Wasserspringen erziehen wollte, für seinen unsportlichen Sohn und dessen Tätigkeit als Künstler nichts als Spott übrig hat. Vor ihrem Unfall hatte sie eine Ausstellung von Mathias’ Skulpturen in der Brüsseler Nationalbasilika besucht, Peter jedoch nicht.
Gegen den Willen ihres Vaters fährt Eva zum Haus von Mathias. Doch statt ihres Bruders und ihrer Katze trifft sie auf zwei Männer, die sie in ihre Gewalt bringen und von ihr wissen wollen, wo die Hand ist, die einem von ihnen fehlt. Eva gelingt es zu entkommen und läuft ihrem Vater in die Arme, der mit Anna und Paul eingetroffen ist. Wütend, weil Eva statt zu Trainieren ihre Zeit auf Mathias verschwendet, schlägt ihr Peter ins Gesicht und zwingt sie, mit ihm wieder nach Hause zu fahren.
Nach ihrem Schwimmtraining erinnert sich Eva, wie sie kurz vor der Abfahrt zu ihrem Wettkampf Mathias noch eine Tüte teurer Trüffel als Geburtstagsgeschenk in der Basilika vorbeibringen wollte, dort auf der Suche nach ihm auf eine Dachbrüstung stieg und nach unten starrte, bis Peter sie wieder von der Brüstung holte. Eva fährt daraufhin erneut zur Basilika. Auf jener Brüstung entdeckt sie einen Mann, der nach unten schaut, sodass es aussieht, als habe er keinen Kopf. Es handelt sich um einen der bedrohlichen Männer. Auf der Flucht vor ihm und dem Mann ohne Hand landet Eva im Keller der Kirche, wo sie das Handy ihres Bruders und einen Glasbehälter mit einer darin konservierten Hand entdeckt. Vor Schreck fällt ihr das Glas aus der Hand und zerbricht. Von Pater Alex erfährt sie, dass Mathias am Morgen ihrer Abreise sehr wütend gewesen und auf der Brüstung balanciert sei. Pater Alex habe daraufhin Peter angerufen, der ihn gebeten habe, Eva nichts davon zu erzählen, damit sie sich auf ihren Wettkampf konzentrieren könne.
Mit der abgetrennten Hand fährt Eva den beiden Männern hinterher. Im Dunkeln sieht sie, wie die Männer eine mit Plastikfolie umwickelte Gestalt in den Garten von Mathias bringen. Überzeugt, es handle sich um Mathias, wirft Eva dem Mann von der Brüstung die Hand hin. Als er mit einer Schaufel auf die offenbar noch lebende Person einschlägt, geht Eva mit einem Schraubenzieher auf ihn los, wird jedoch überwältigt und läuft davon. Peter, der erneut nach ihr gesucht hat, trifft ein, findet jedoch weder die beiden Männer noch eine Leiche vor. Völlig außer sich beginnt Eva, im Garten nach Mathias zu graben. Peter spritzt ihr ein Betäubungsmittel und sie wird ohnmächtig. Als sie wieder zu sich kommt, geht sie auf Peter los und gräbt weiter. Aus einer Plastiktüte blickt ihr plötzlich ihr Ebenbild entgegen.
Eva erwacht in ihrem alten Kinderzimmer. Um zu verhindern, dass ihr Vater sie in eine Irrenanstalt einweist, bittet sie den kleinen Paul, ihr das Telefon zu bringen, damit sie die Polizei rufen kann. Während sich Peter mit seiner Frau Anna darüber streitet, ob Eva tatsächlich verrückt geworden ist und in eine Anstalt gehört, bringt Paul Eva das Telefon. Peter versucht jedoch, ihr erneut eine Spritze zu geben. Eva schlägt sie ihm aus der Hand und beschuldigt ihn, Mathias umgebracht zu haben. Peter verpasst ihr eine Ohrfeige, worauf Paul seinen Vater mit der Spritze sticht und davonläuft. Anna findet ihn später verängstigt auf einem Bauernhof. Eva, die die Treppe hinuntergestürzt ist, wird von Peter an den Händen gefesselt. Nach einem Anruf fährt er mit Eva in seinem Auto davon. Weil sie wiederholt gegen seinen Vordersitz tritt, hält Peter an einer Raststätte an. Eva, die glaubt, ihr Vater wolle auch sie umbringen, versucht zu fliehen, kommt dabei jedoch zu Fall.
Peter versucht, Eva klarzumachen, dass er Mathias nicht umgebracht hat. In dessen Garten sei ihre Katze vergraben. Pater Alex habe ihm zudem gerade am Telefon mitgeteilt, dass er Mathias’ Leiche gefunden habe und es Suizid gewesen sei. Peter löst Evas Fesseln und erzählt ihr, dass Mathias am Abend vor seinem Verschwinden betrunken bei ihm aufgetaucht sei und ihn geschlagen habe, weil er nicht gewollt habe, dass Eva zum Wettkampf fährt. Eva, die ihrem Vater nicht glaubt, spuckt ihm ins Gesicht und fährt in seinem Wagen zur Basilika, wo sie sich aufgebracht Zugang zum Dach verschafft. Peter, der mit einem Taxi eintrifft, wird plötzlich klar, dass Eva am Morgen ihrer Abreise von der Dachbrüstung die Leiche von Mathias gesehen haben muss. Auf dem Dach findet er Eva auf der Brüstung vor und holt sie vorsichtig herunter. Als Peter nach unten schaut, sieht er den toten Mathias ausgestreckt in der Form einer Hand auf einem Vordach liegen. Peter hält die weinende Eva in den Armen.

## Hintergrund

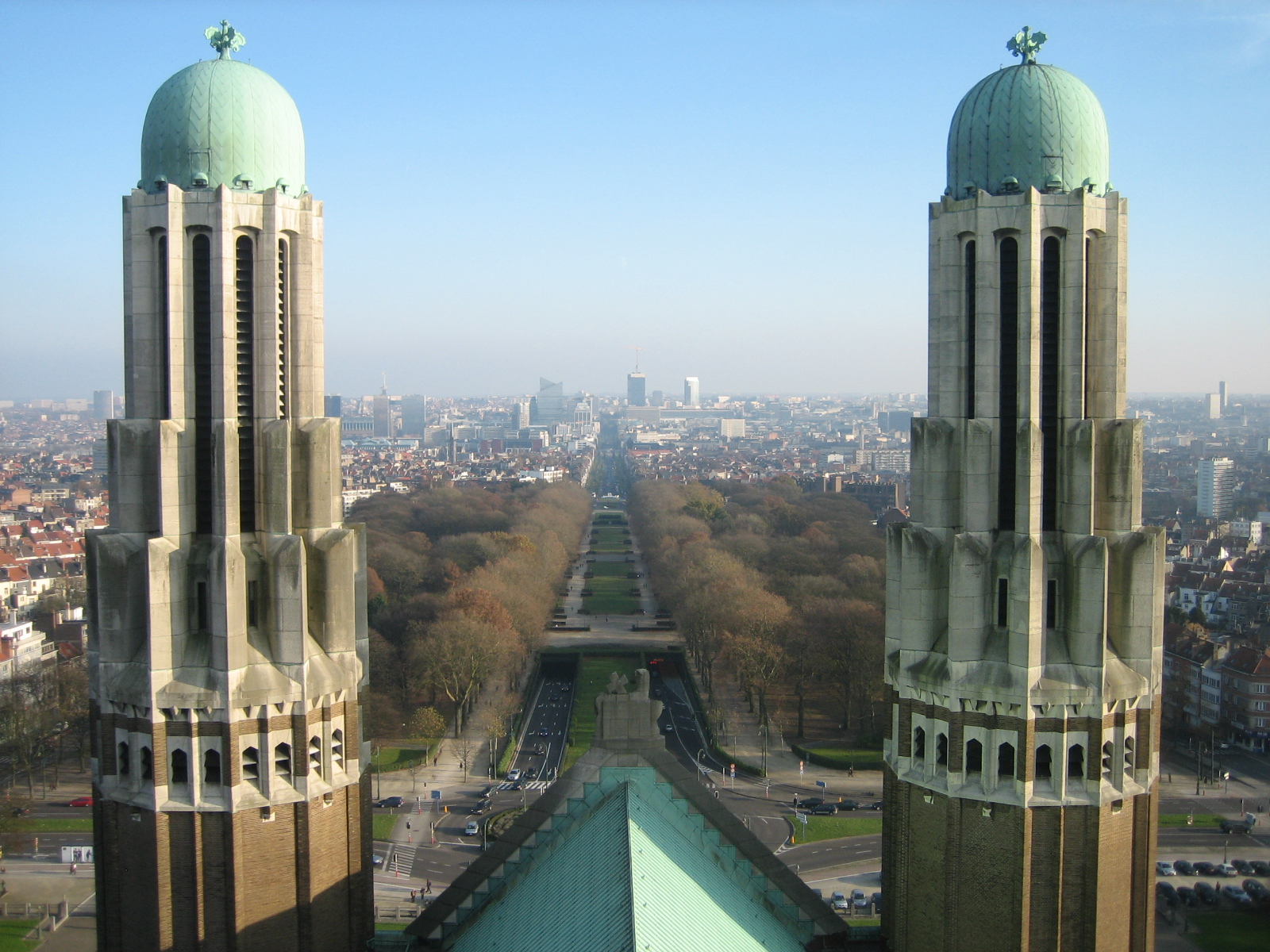
Blick vom Dach der Nationalbasilika in Brüssel, ein Drehort des Films

Où est la main de l’homme sans tête war der erste Film, bei dem die belgischen Brüder Guillaume und Stéphane Malandrin gemeinsam die Regie führten und das Drehbuch schrieben. Ersterer arbeitet seit 2004 vor allem als Produzent, hatte aber bereits vor Où est la main de l’homme sans tête zwei Kurzfilme und einen Langfilm inszeniert. Sein Bruder ist vor allem als Drehbuchautor tätig. Als Inspiration für ihren Film diente ihnen unter anderem Alfred Hitchcocks Vertigo – Aus dem Reich der Toten. Die Dreharbeiten fanden vom 16. Oktober bis 1. Dezember 2006 mit einem Budget von zwei Millionen Euro statt. Gedreht wurde in Brüssel, vor allem vor und in der Nationalbasilika des Heiligen Herzens, in einer Schwimmhalle in Amsterdam sowie in den belgischen Provinzen Hennegau und Wallonisch-Brabant. Für das Szenenbild waren Eric Bernhard und Manu de Meulemeester verantwortlich, das Kostümbild stammt von Isabelle Lhoas.
Der Film wurde in Belgien auf dem 22. Festival International du Film Francophone de Namur uraufgeführt, das vom 28. September bis 5. Oktober 2007 stattfand. In Frankreich lief er ab dem 20. Mai 2009 in einem einzelnen Pariser Kino. In die belgischen Kinos kam er am 17. Juni 2009. In Deutschland wurde Où est la main de l’homme sans tête im Juni 2008 auf dem Filmfest München gezeigt.

## Kritiken
Für Isabelle Regnier von Le Monde war Où est la main de l’homme sans tête ein Psychodrama mit surrealistischer Note, das Originalität und „eine sehr schöne erste Szene“ beim Wasserspringen vorweisen könne. Neben den belgischen Malern Paul Delvaux und René Magritte sei der Film mit Blick auf die „beklemmende Atmosphäre“, das „Einstreuen traumhafter Elemente“ und die „Verwirrung zwischen den Zeitebenen“ sehr von David Lynch beeinflusst. Leider diene dieser Ansatz „einer fabrizierten Erzählung, die etwas hohl klingt“. Der Film tue sich schwer, den Zuschauer in seine Handlung einzuführen, und „scheint selbst nicht immer zu wissen, wovon er eigentlich erzählt“.
Christophe Carrière von L’Express wies darauf hin, dass der Titel des Films den Malandrin-Brüdern zufolge keine Frage, sondern eine Aufforderung an die Protagonistin sei und deshalb ohne Fragezeichen auskomme. Für den Zuschauer würden sich jedoch zwangsläufig einige Fragezeichen in Bezug auf die Handlung auftun. Sobald sich der Schleier jedoch auflöse, wirke der Film wie „eine sehr viel verworrenere Version von Keine Sorge, mir geht’s gut“ und zugleich wie „ein sehr viel weniger inspirierter David Lynch“. So werde auch trotz „verdammt guter Schauspieler“ wie Cécile de France und Ulrich Tukur klar, warum es sechs Jahre gedauert habe, den Film zu realisieren, und zwei weitere bis zur Veröffentlichung in Frankreich. „Ein obskurer und verworrener Psychothriller, auch wenn Cécile de France immer fesselt“, urteilte auch Le Figaro.
Nicolas Schaller von TéléCinéObs nannte de France „bemerkenswert“ und sah sie hier in „ihrer dunkelsten Rolle“. Die beiden Regisseure wiederum hätten „ein feines Gespür für bildlichen Aufbau“ bewiesen, jedoch „das verstörende Potenzial des Films“ mit ihrem Drehbuch verschwendet, das für die Länge des Films „zu dünn“ sei. Libération befand, dass sich hinter dem skurrilen Titel „ein kostbarer Film“ verberge, schon allein weil er nur in einem einzigen Kino in Paris gelaufen sei und damit im Gegensatz zur Massenware Seltenheitswert besitze. Der Film sei verblüffend und ergreifend und sorge für „einen der erschütterndsten und plastischsten Schockmomente der Saison“.

## Auszeichnungen
Auf dem Festival International du Film Francophone de Namur wurden Cécile de France als beste Darstellerin und die Kameraarbeit von Nicolas Guicheteau 2007 mit dem Bayard d’Or ausgezeichnet. Bei der Verleihung der Prix Lumières im Jahr 2010 war Où est la main de l’homme sans tête in der Kategorie Bester französischsprachiger Film nominiert; gewinnen konnte er dort den Sonderpreis Prix du public mondial.